# Hotel Bellagio
L'hotel Belagio és un hotel 5 estrelles, un dels més prestigiosos de Las Vegas. Està inspirat en una zona d'Italia, (Bellagio). L'hotel és famós per la seva elegància. L'hotel Bellagio compta amb 3.933 habitacions i gairebé 11.000 metres quadrats de casino. L'hotel compta amb 5 piscines i 4 jacuzzis, sense contar les habitacions dels treballadors.
La ciutat de les Vegas és coneguda per les seves grans zones de joc i el casinos. Els amos de la gran majoria d'hotels de les Vegas, és la companyia d'hotels MGM (resort internacionals).

## Història
Las Vegas és una ciutat situada a l'estat de Nevada(al desert) als Estats Units. Es un lloc amb un nivell de turisme elevat, com la seva temperatura la qual pot arribar  des dels 25º als 47º.) El hotel va ser construït en el mateix lloc que va ser demolit el casino Dunes. L'hotel Bellagio inaugurat el 1998 i amb un cost total de 1.600 milions de dòlars, el Bellagio va ser l'hotel més car construït fins al moment. Inspirat pel resort Llac Como de Bellagio a Itàlia.
Està reconegut com el millor hotel de las Vegas.

## Casino
L'hotel Bellagio és la meca dels que desitgen jugar als daus, la seva elegància en el casino és cèlebre en el món sencer. La zona de joc, el que no falta es energia ni ganes de jugar i poder gaudir d'uns encants i moment indubtable. Les més de 2300 màquines escurabutxaques il·luminen el lloc i els premis grossos arriben als milions. Els que juguen més seriosament poden posar a prova la seva millor cara de pòquer a la sala Bobby 's Room, coneguda entre els famosos i que deu el seu nom a Bobby Baldwin, que el 1978 es va convertir en el jugador més jove a guanyar l'esdeveniment principal de la Sèrie Mundial de Pòquer. Amb la seva decoració elegant i els alts límits d'aposta de les seves taules, normalment la salas Bobby's Rooms està ocupada per jugadors de pòquer professionals, però també s'acull als visitants.
El joc és només una part que et pot oferir l'hotel. Aquest hotel dona cabuda a l'espectacular producció "O" de la companyia circense Cirque du Soleil, alberga un hivernacle i jardins botànics decorats segons l'estació de l'any, i un luxós balneari i saló de bellesa.

## Parts del hotel(fonts, jardins)
- Un de les atraccions més notables de l'hotel és un llac artificial a l'exterior, a l'Strip” de Las Vegas, on hi ha les famoses fonts del Bellagio, una immensa font ballarina sincronitzada per música. De més de 32.000 metres quadrats on es realitza un dels espectacles gratuïts més famosos de Las Vegas, el de les fonts del Bellagio.

- I una altra part important són els jardins de l'interior. Que una bona part del hotel està decorada com un jardí immens i a gran escala. Que el decorat es cambia uns 5 cops a l'any per representar les estacions de l'any més l'any nou i l'any nou chines, i alguns més.

## Carrer dels hotels
- Las Vegas Strip (en castellano: La Franja de Las Vegas), també conegut com The Strip (en castellano: el carrer), és una secció d'aproximadament 6,4 km del carrer Las Vegas Boulevard South a les localitats de Paradise i Winchester, Nevada, al sud dels límits de la ciutat de Las Vegas. L'Strip és una de les avingudes més filmades i fotografiades dels Estats Units, i probablement juntament amb el Hollywood Boulevard a Los Angeles (on es troba el passeig de la fama de Hollywood) i la Cinquena Avinguda de Nova York, siguin les avingudes més famoses dels Estats Units.

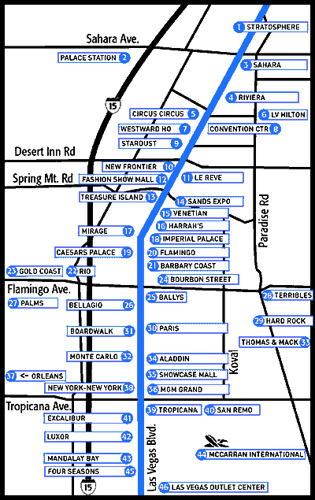
Carrer amb els noms dels hotels de las Vegas.